# Mohamed Lamine Zemmamouche
Mohamed Lamine Zemmamouche, född 19 mars 1985, är en algerisk fotbollsmålvakt som spelar för USM Alger i Ligue Professionnelle 1. Han har även representerat Algeriets landslag.